# Hankook Ilbo
Die Hankook Ilbo (dt. „Tageszeitung Koreas“) ist eine südkoreanische Zeitung. Sie wurde am 9. Juni 1954 gegründet und ist in Seoul ansässig. Zum Verlag der Zeitung gehört auch die englischsprachige The Korea Times. In den Anfangsjahren wurde sie bekannt als erster Vertreter einer moderaten journalistischen Haltung im politisch polarisierten Südkorea, wobei andere Zeitungen entweder die Interessen der Regierungspartei Rhee Syng-mans oder die der großen Oppositionspartei vertraten.
Der Schönheitswettbewerb Miss Korea wird von der Hankook Ilbo ausgerichtet.